# Oxbridge (Dorset)
Oxbridge – przysiółek w Anglii, w hrabstwie Dorset. Leży 25 km na północny zachód od miasta Dorchester i 200 km na południowy zachód od Londynu.